# Beltoon

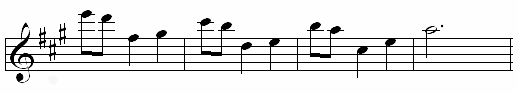
De Nokia-tune, een veelgehoorde beltoon

Beltonen (Engels: ringtones) zijn korte muziekjes of geluiden die worden afgespeeld als een mobiele telefoon wordt gebeld. Deze geluiden dienen om de bezitter van de telefoon erop te attenderen dat hij gebeld wordt. Er zijn heel veel verschillende soorten ringtones, die veelal dienen ter verpersoonlijking van de telefoon.
Sinds het begin van de mobiele telefoons bestaan er monofone beltonen, uit een enkele melodie. Sinds 2001 zijn er ook telefoons op de markt die polyfone beltonen kunnen afspelen, waarbij er meerdere geluiden tegelijk hoorbaar zijn. In Japan had men al eerder de beschikking over geavanceerde telefoons. Tegenwoordig hebben de meeste telefoons ook ondersteuning voor zogenaamde realtones (MP3-ringtones).
De bekendste beltoon is de standaard-Nokia-tune, die al jaren uit elke niet-geconfigureerde Nokiatelefoon klinkt. Bij de telefoon wordt een uitgebreide verzameling beltonen meegeleverd, die de gebruiker in staat stelt van toon te wisselen of aan bepaalde bellers of bellergroepen een verschillende toon te koppelen. Nieuwe beltonen kunnen met behulp van software aan de telefoon worden toegevoegd of (meestal via een betaalsite) naar de telefoon worden verzonden.